# 程悦长
程悦长（1901年—1961年5月1日），中国人民解放军将领、中国人民解放军开国少将。
曾任中国人民解放军新疆军区副参谋长，后升任新疆生产建设兵团副司令员。1955年，授予中国人民解放军少将。1961年5月1日，在北京逝世，终年60岁。 